# Incidente del 31 de marzo
Incidente del 31 de marzo es la denominación del alzamiento militar que tuvo lugar el 31 de marzojul./ 13 de abril de 1909greg. en Constantinopla. El levantamiento fue aplastado por parte del ejército, que marchó desde Salónica a la capital otomana. El fracaso de la revuelta precipitó la abdicación forzosa del sultán Abdul Hamid II.

## Antecedentes
En febrero de 1909, el Comité de Unión y Progreso (CUP) logró que se nombrase a Hüseyin Hilmi Bajá gran visir. Kamil Bajá, que había tratado de arrumbar al CUP y hacerse con el poder militar mediante el nombramiento de nuevos ministros de Guerra y Defensa, había tenido que dimitir tras perder el apoyo parlamentario. El cambio agudizó la tensión política en la capital, que fue acrecentándose durante los meses de febrero y marzo, en especial por las diputas parlamentarias entre el CUP y los liberales. Al mismo tiempo, los fundamentalistas musulmanes y otros grupos insatisfechos con el sistema política iban agrupándose y buscando el apoyo de las tropas.
El alzamiento militar comenzó entre las tropas macedonias selectas que el CUP había traído a la capital para proteger la Constitución restaurada tras la Revolución de los Jóvenes Turcos de 1908. En octubre de 1908, el 3.er Ejército acuartelado en Salónica había despachado tres batallones de tiradores a Constantinopla, mientras se sustituía a la oficialidad del 1.º, cuyos cuarteles estaban en esta última. El uso político de las tropas fue sembrando el descontento, junto con la propaganda de ciertos reaccionarios religiosos y de oficiales retirados forzosamente por el nuevo Gobierno de los Jóvenes Turcos. En octubre, se las utilizó para desbaratar las protestas de las guardias árabe y albanesa —hostiles al nuevo sistema constitucional—, que se negaban a marchar a Yemen. En marzo de 1909, se las envió a aplastar los disturbios creados por la guardia albanesa. El desprecio de los oficiales salidos de la Academia Militar por las costumbres provincianas y religiosas de los soldados fue menguando las simpatías de estos por el nuevo Gobierno, que tenía estrechos lazos con ellos. Los adversarios del CUP aprovecharon este creciente descontento.
La tensión llegó a su apogeo el 6 de abril, cuando un redactor de un diario muy crítico con el CUP fue asesinado; la oposición acusó de muerte al CUP. Mientras extremistas musulmanes solicitaban en los cuarteles el concurso de los soldados para derribar a un Gobierno que tildaban de antirreligioso, este fue incapaz de reaccionar.

## Levantamiento
La madrugada del 13 de abril, el cuarto batallón encerró a sus oficiales y marchó a la Mezquita Azul para manifestarse en favor de la restauración de la saría. Al principio, los amotinados eran apenas unos cientos, a los que a lo largo de la mañana se unieron otros de los demás batallones macedonios y del I Cuerpo de Ejército. Al anochecer, toda la guarnición capitalina se había sumado a la rebelión. Con el crecimiento del motín aumentaron también las exigencias de los rebeldes, que por la tarde reclamaban ya la destitución del gran visir, de los ministros de Guerra y Marina, del presidente de la Cámara Baja y del jefe del I Cuerpo de Ejército.
El Gobierno no opuso resistencia al golpe. El ministro de Guerra afirmó contar con fuerzas leales suficientes durante la mañana para aplastar el levantamiento, pero no obtuvo el respaldo de sus colegas de gabinete. Poco a poco y ante la pasividad reinante, los soldados se fueron pasando a los amotinados a lo largo del día. Al anochecer, se aceptaron las exigencias de los rebeldes: el golpe había triunfado en Constantinopla, pero fracasó en el este. El Gobierno había acudido a palacio a comunicar su renuncia al sultán pasadas las dos de la tarde. En Erzincan y Erzurum el jefe del IV Cuerpo de Ejército desbarató un motín similar acaudillado por cabos y sargentos.
Con la colaboración de Hüseyin Hilmi Bajá, Ahmet Tevfik Bajá, figura respetada y conocida por su neutralidad política, fue nombrado gran visir. El sultán proclamó una amnistía para los rebeldes. El nuevo gabinete, con siete miembros del anterior, proclamó su defensa de la Constitución y trató de restablecer el orden en la capital. Hizo hincapié en su deseo de continuar la línea del anterior presidido por Hilmi Bajá.

## Reacción en Salónica

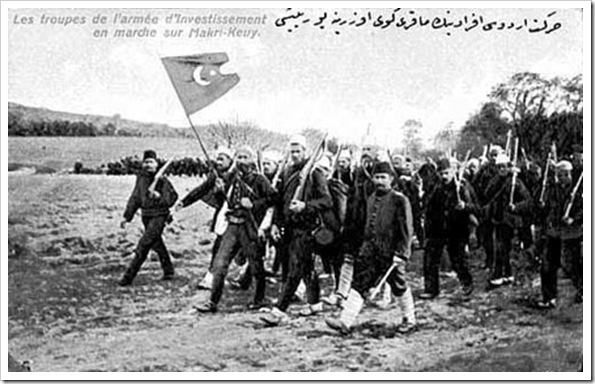
Soldados del «Ejército de Acción» en su marcha hacia Constantinopla.

La reacción vino del comité central del CUP en Salónica y del mando del 3.er Ejército. Juntos, organizaron el llamado «Ejército de Acción» para recobrar el poder. Durante varios días, se verificó un duelo telegráfico entre Salónica y Constantinopla. El nuevo gran visir afirmaba que la Constitución seguía en vigor, la Cámara Baja reunida y el cambio de gobierno había respetado la ley, afirmaciones que el CUP negaba. Las provincias, dominadas por personal afín al CUP, cerraron filas con el comité central de Salónica. El Gobierno quedó aislado y a la espera de las acciones de sus adversarios en Salónica.
El jefe del III Cuerpo de Ejército, Mahmud Shevket Bajá, obtuvo el 23 de abril el respaldo de las Cortes, reunidas en San Stefano aunque sin cuórum, a la marcha de sus fuerzas contra la capital, a la que se oponían, por el contrario, el sultán, el nuevo Gobierno y el jefe del I Cuerpo de Ejército. Estos, sin embargo, no se aprestaron a resistir por la fuerza el avance desde Salónica.

## Consecuencias
El sultán Abdul Hamid II fue derrocado, acusado de colusión con los rebeldes, por insistencia del CUP. El 5 de mayo, Hüseyin Hilmi Bajá recobró el puesto de gran visir.